# Maritzburg United
Maritzburg United is een Zuid-Afrikaanse voetbalclub uit de stad Pietermaritzburg.
In 2006 kocht de club de franchise van Tembisa Classic over en speelde zo in de National First Division maar werd daar laatste en degradeerde. Ondertussen komt de club weer uit in de Premier League.

## Trainer-coaches
- Boebi Solomons (2004–2005)
- Vladislav Heric (2006–2007)
- Ian Palmer (2006–2008)
- Gordon Igesund (2008–2009)
- Ernst Middendorp (2009–2011)
- Ian Palmer (2011–2012)
- Ernst Middendorp (2012–2013)
- Clinton Larsen (2013–2014)
- Steve Komphela (2014–2015)
- Mandla Ncikazi (2015–)

## Bekende (ex-)spelers
- Glenn Verbauwhede